# Luís Cortés
Luís Cortés Júnior (nasc. 16/12/1957), é o fundador e presidente da "Esperanza", uma rede evangélica hispânica nos Estados Unidos.

## Biografia
Foi criado no East Harlem, um bairro latino no distrito de Manhattan na cidade de Nova Iorque, de onde surgiu seu compromisso e determinação para melhorar as condições da comunidade latina.
Formou-se com louvor no City College (Nova Iorque), obteve um Master of Divinity como Urban Theology Fellow do Union Theological Seminary, e um mestrado em Desenvolvimento Econômico pela Southern New Hampshire University. Além disso, recebeu três doutorados honorários:
- dois em divindade: do Moravian Theological Seminary e do Palmer Theological Seminary; e
- um em letras da Eastern University.

Em outubro de 1981, foi ordenado como pastor da Igreja Batista.
Em 2005, foi incluído na Lista dos 25 Evangélicos Mais Influentes, segundo a Revista Time.
Foi escolhido como um dos 24 integrantes da "US Partnership on Mobility from Poverty" (Parceria Norte Americana sobre Superação da Pobreza), iniciativa financiada pela Fundação Bill e Melinda Gates. O Rev. Luis Cortés foi escolhido como um desses parceiros, pois as atividades da Esperanza foram consideradas bons modelos para tirar pessoas carentes da pobreza e alcançar a estabilidade econômica.
Em 2020, foi o primeiro hispânico a receber o "The Philadelphia Award" (Prêmio Filadélfia) .
Integra os conselhos:
- do "Kimmel Center for the Performing Arts na Filadélfia";
- do "Federal Home Bank de Pittsburgh";
- do "Hispanic Clergy of Philadelphia";
- da "Greater Philadelphia Chamber of Commerce"; e
- do "Cancer Treatment Centers of America (Eastern Region)"[7].

## Esperanza
A entidade foi fundada em 1986, na cidade de Filadélfia (Pensilvânia), com o apoio de diversos pastores hispânicos, e tem como cerne servir e defender “o menor deles” (Mateus 25:40).
No início, tratava-se de uma iniciativa local, com programas voltados para atender às necessidades da comunidade latina da Filadélfia. Atualmente, a entidade integra diversas organizações religiosas e comunitárias hispânicas nos Estados Unidos, sendo uma das principais vozes dos latinos naquele país.
Um dos principais objetivos da entidade é capacitar os integrantes da comunidade latina, por meio de uma educação sólida, para que possam obter uma estabilidade econômica.
Desde 2001, a Esperanza sedia o "National Hispanic Prayer Breakfast and Conference" (NHPBC) (Café da Manhã e Conferência Nacional de Oração Hispânica), evento que reúne semestralmente em Washington, D.C. mais de 700 líderes religiosos e comunitários latinos dos Estados Unidos, sendo, portanto, uma dos maiores eventos dos líderes evangélicos hispânicos naquele país.
Em 2020, tinha 500 empregados e um orçamento operacional anual de 43 milhões de dólares para atender 25.000 famílias a cada ano com programas que oferecem esforços de revitalização da comunidade, imigração e serviços jurídicos, educação financeira, entre outras iniciativas.